# Championnats des États-Unis de patinage artistique

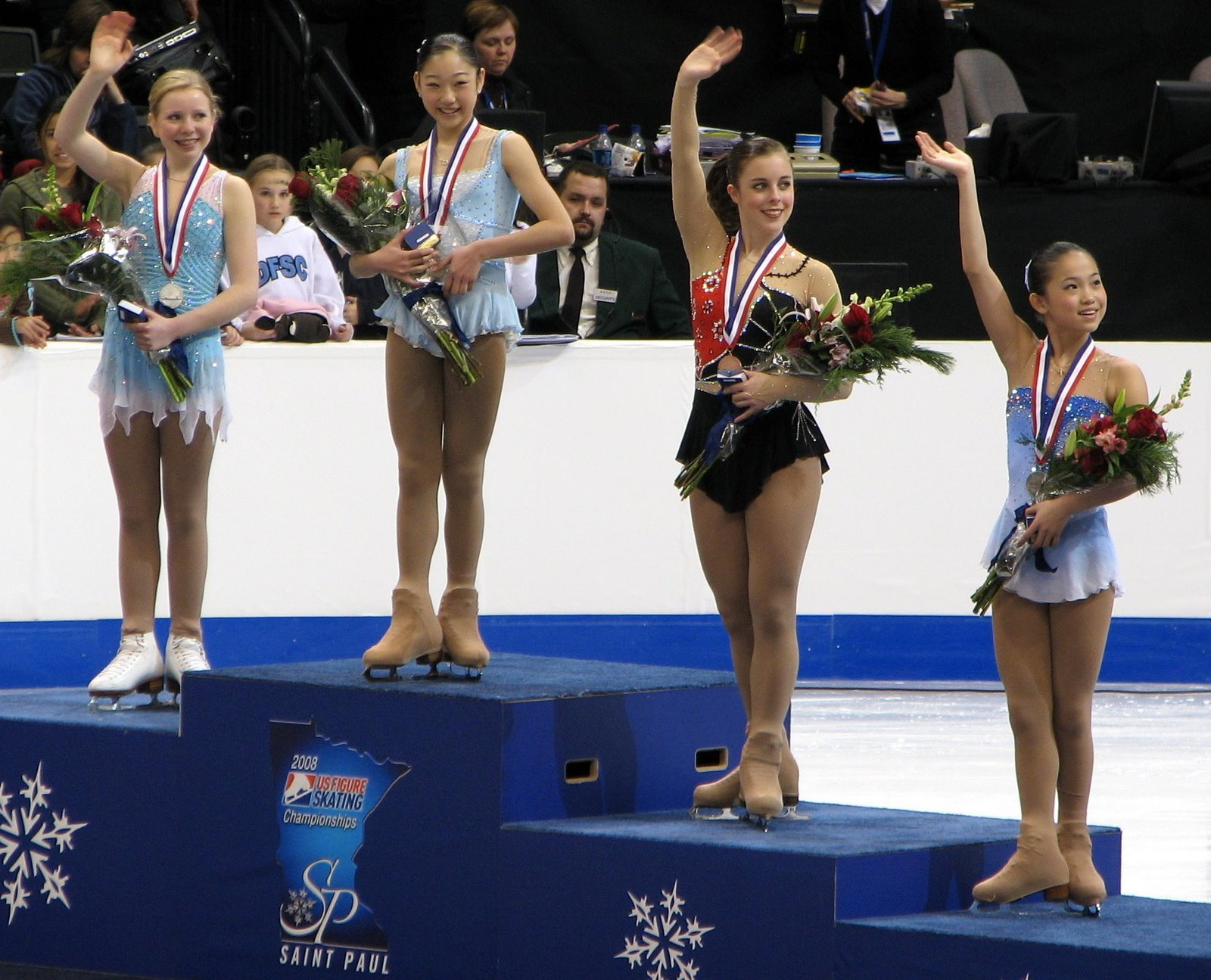
Podium de 2008 des championnats des États-Unis de patinage artistique

Les championnats des États-Unis de patinage artistique sont des compétitions sportives qui comprennent trois disciplines historiques depuis 1914 — le patinage homme, le patinage femme et le patinage de couple — auxquelles s'ajoute la danse sur glace depuis 1936. Chez les hommes, Roger Turner et Richard Button sont les plus titrés avec sept titres consécutifs chacun. Chez les femmes, Maribel Vinson totalise neuf titres et Michelle Kwan huit titres consécutifs. Theresa Weld-Blanchard et Nathaniel Niles ont remporté neuf titres consécutifs en couple. En danse sur glace, Meryl Davis et Charlie White ont reçu six années de suite la médaille d'or de leur discipline.

## Médaillés

### Messieurs
| Date       | Or                   | Argent               | Bronze               | Étain                |                    |
| 1914       | Norman Scott         | Edward Howland       | Nathaniel Niles      |                      |                    |
| 1915- 1917 | aucune compétition   | aucune compétition   | aucune compétition   | aucune compétition   | aucune compétition |
| 1918       | Nathaniel Niles      | Karl Engel           | Edward Howland       |                      |                    |
| 1919       | aucune compétition   | aucune compétition   | aucune compétition   | aucune compétition   | aucune compétition |
| 1920       | Sherwin Badger       | Nathaniel Niles      | Petros Wahlman       |                      |                    |
| 1921       | Sherwin Badger       | Nathaniel Niles      | Edward Howland       | Chris Christenson    |                    |
| 1922       | Sherwin Badger       | Nathaniel Niles      |                      |                      |                    |
| 1923       | Sherwin Badger       | Chris Christenson    | Julius Nelson        |                      |                    |
| 1924       | Sherwin Badger       | Nathaniel Niles      | Chris Christenson    | George Braakman      |                    |
| 1925       | Nathaniel Niles      | George Braakman      | Carl Engel           | Chris Christenson    |                    |
| 1926       | Chris Christenson    | Nathaniel Niles      | Ferrier Martin       | -                    |                    |
| 1927       | Nathaniel Niles      | Roger Turner         | George Braakman      | Chris Christenson    |                    |
| 1928       | Roger Turner         | Fredrick Goodridge   | Dr. Walter Langer    | Ferrier Martin       |                    |
| 1929       | Roger Turner         | Fredrick Goodridge   | James Lester Madden  | Dr. Walter Langer    |                    |
| 1930       | Roger Turner         | James Lester Madden  | George Hill          | William Nagle        |                    |
| 1931       | Roger Turner         | James Lester Madden  | George Hill          | Gail Borden          |                    |
| 1932       | Roger Turner         | James Lester Madden  | Gail Borden          | Dr. Walter Langer    |                    |
| 1933       | Roger Turner         | James Lester Madden  | Robin Lee            | -                    |                    |
| 1934       | Roger Turner         | Robin Lee            | George Hill          | James Lester Madden  |                    |
| 1935       | Robin Lee            | Roger Turner         | James Lester Madden  | George Hill          |                    |
| 1936       | Robin Lee            | Erle Reiter          | George Hill          | Roger Turner         |                    |
| 1937       | Robin Lee            | Erle Reiter          | William Nagle        | -                    |                    |
| 1938       | Robin Lee            | Erle Reiter          | Ollie Haupt Jr.      | William Nagle        |                    |
| 1939       | Robin Lee            | Ollie Haupt Jr.      | Eugene Turner        | William Nagle        |                    |
| 1940       | Eugene Turner        | Ollie Haupt Jr.      | Skippy Baxter        | Arthur Vaughn        |                    |
| 1941       | Eugene Turner        | Arthur Vaughn        | William Nagle        | -                    |                    |
| 1942       | Bobby Specht         | William Grimditch    | Arthur Vaughn        | -                    |                    |
| 1943       | Arthur Vaughn        | Arthur Preusch       | William Nagle        | -                    |                    |
| 1944- 1945 | aucune compétition   | aucune compétition   | aucune compétition   | aucune compétition   | aucune compétition |
| 1946       | Richard Button       | James Lochead        | Johm Tuckerman       |                      |                    |
| 1947       | Richard Button       | John Lettengarver    | James Grogan         |                      |                    |
| 1948       | Richard Button       | James Grogan         | John Lettengarver    | Austin Holt          |                    |
| 1949       | Richard Button       | James Grogan         | Hayes Alan Jenkins   | Austin Holt          |                    |
| 1950       | Richard Button       | Hayes Alan Jenkins   | Richard Dwyer        | Austin Holt          |                    |
| 1951       | Richard Button       | James Grogan         | Hayes Alan Jenkins   |                      |                    |
| 1952       | Richard Button       | James Grogan         | Hayes Alan Jenkins   | Dudley Richards      |                    |
| 1953       | Hayes Alan Jenkins   | Ronald Robertson     | Dudley Richards      | Hugh Graham          |                    |
| 1954       | Hayes Alan Jenkins   | David Jenkins        | Ronald Robertson     | Hugh Graham          |                    |
| 1955       | Hayes Alan Jenkins   | David Jenkins        | Hugh Graham          |                      |                    |
| 1956       | Hayes Alan Jenkins   | Ronald Robertson     | David Jenkins        | Tim Brown            |                    |
| 1957       | David Jenkins        | Tim Brown            | Tom Moore            | Robert Brewer        |                    |
| 1958       | David Jenkins        | Tim Brown            | Tom Moore            | Robert Brewer        |                    |
| 1959       | David Jenkins        | Tim Brown            | Robert Brewer        | Bradley Lord         |                    |
| 1960       | David Jenkins        | Tim Brown            | Robert Brewer        | Bradley Lord         |                    |
| 1961       | Bradley Lord         | Gregory Kelley       | Tim Brown            | Douglas Ramsay       |                    |
| 1962       | Monty Hoyt           | Scott Allen          | David Edwards        | James Short          |                    |
| 1963       | Thomas Litz          | Scott Allen          | Monty Hoyt           | Gary Visconti        |                    |
| 1964       | Scott Allen          | Thomas Litz          | Monty Hoyt           |                      |                    |
| 1965       | Gary Visconti        | Scott Allen          | Tim Wood             | Duane Maki           |                    |
| 1966       | Scott Allen          | Gary Visconti        | Billy Chapel         | Tim Wood             |                    |
| 1967       | Gary Visconti        | Scott Allen          | Tim Wood             | John Misha Petkevich |                    |
| 1968       | Tim Wood             | Gary Visconti        | John Misha Petkevich | Scott Allen          |                    |
| 1969       | Tim Wood             | John Misha Petkevich | Gary Visconti        | Kenneth Shelley      |                    |
| 1970       | Tim Wood             | John Misha Petkevich | Kenneth Shelley      | Roger Bass           |                    |
| 1971       | John Misha Petkevich | Kenneth Shelley      | Gordon McKellen      | James Demogines      |                    |
| 1972       | Kenneth Shelley      | John Misha Petkevich | Gordon McKellen      | John Baldwin         |                    |
| 1973       | Gordon McKellen      | Robert Bradshaw      | David Santee         | Terry Kubicka        |                    |
| 1974       | Gordon McKellen      | Terry Kubicka        | Charles Tickner      | John Carlow Jr.      |                    |
| 1975       | Gordon McKellen      | Terry Kubicka        | Charles Tickner      | Ken Newfield         |                    |
| 1976       | Terry Kubicka        | David Santee         | Scott Cramer         | Charles Tickner      |                    |
| 1977       | Charles Tickner      | Scott Cramer         | David Santee         | John Carlow Jr.      |                    |
| 1978       | Charles Tickner      | David Santee         | Scott Hamilton       | Scott Cramer         |                    |
| 1979       | Charles Tickner      | Scott Cramer         | David Santee         | Scott Hamilton       |                    |
| 1980       | Charles Tickner      | David Santee         | Scott Hamilton       | Scott Cramer         |                    |
| 1981       | Scott Hamilton       | David Santee         | Robert Wagenhoffer   | Brian Boitano        |                    |
| 1982       | Scott Hamilton       | Robert Wagenhoffer   | David Santee         | Brian Boitano        |                    |
| 1983       | Scott Hamilton       | Brian Boitano        | Mark Cockerell       | Bobby Beauchamp      |                    |
| 1984       | Scott Hamilton       | Brian Boitano        | Mark Cockerell       | Paul Wylie           |                    |
| 1985       | Brian Boitano        | Mark Cockerell       | Scott Williams       | Christopher Bowman   |                    |
| 1986       | Brian Boitano        | Scott Williams       | Daniel Doran         | Angelo D'Agostino    |                    |
| 1987       | Brian Boitano        | Christopher Bowman   | Scott Williams       | Daniel Doran         |                    |
| 1988       | Brian Boitano        | Paul Wylie           | Christopher Bowman   | Daniel Doran         |                    |
| 1989       | Christopher Bowman   | Daniel Doran         | Paul Wylie           | Erik Larson          |                    |
| 1990       | Todd Eldredge        | Paul Wylie           | Mark Mitchell        | Erik Larson          |                    |
| 1991       | Todd Eldredge        | Christopher Bowman   | Paul Wylie           | Mark Mitchell        |                    |
| 1992       | Christopher Bowman   | Paul Wylie           | Mark Mitchell        | Scott Davis          |                    |
| 1993       | Scott Davis          | Mark Mitchell        | Michael Chack        | Aren Nielsen         |                    |
| 1994       | Scott Davis          | Brian Boitano        | Aren Nielsen         | Todd Eldredge        |                    |
| 1995       | Todd Eldredge        | Scott Davis          | Aren Nielsen         | Damon Allen          |                    |
| 1996       | Rudy Galindo         | Todd Eldredge        | Daniel Hollander     | Scott Davis          |                    |
| 1997       | Todd Eldredge        | Michael Weiss        | Daniel Hollander     | Scott Davis          |                    |
| 1998       | Todd Eldredge        | Michael Weiss        | Scott Davis          | Shepherd Clark       |                    |
| 1999       | Michael Weiss        | Trifun Zivanovic     | Timothy Goebel       | Matthew Savoie       |                    |
| 2000       | Michael Weiss        | Timothy Goebel       | Trifun Zivanovic     | Matthew Savoie       |                    |
| 2001       | Timothy Goebel       | Todd Eldredge        | Matthew Savoie       | Michael Weiss        |                    |
| 2002       | Todd Eldredge        | Timothy Goebel       | Michael Weiss        | Matthew Savoie       |                    |
| 2003       | Michael Weiss        | Timothy Goebel       | Ryan Jahnke          | Scott Smith          |                    |
| 2004       | Johnny Weir          | Michael Weiss        | Matthew Savoie       | Ryan Jahnke          |                    |
| 2005       | Johnny Weir          | Timothy Goebel       | Evan Lysacek         | Matthew Savoie       |                    |
| 2006       | Johnny Weir          | Evan Lysacek         | Matthew Savoie       | Michael Weiss        |                    |
| 2007       | Evan Lysacek         | Ryan Bradley         | Johnny Weir          | Jeremy Abbott        |                    |
| 2008       | Evan Lysacek         | Johnny Weir          | Stephen Carriere     | Jeremy Abbott        |                    |
| 2009       | Jeremy Abbott        | Brandon Mroz         | Evan Lysacek         | Ryan Bradley         |                    |
| 2010       | Jeremy Abbott        | Evan Lysacek         | Johnny Weir          | Ryan Bradley         |                    |
| 2011       | Ryan Bradley         | Richard Dornbush     | Ross Miner           | Jeremy Abbott        |                    |
| 2012       | Jeremy Abbott        | Adam Rippon          | Ross Miner           | Armin Mahbanoozadeh  |                    |
| 2013       | Max Aaron            | Ross Miner           | Jeremy Abbott        | Joshua Farris        |                    |
| 2014       | Jeremy Abbott        | Jason Brown          | Max Aaron            | Joshua Farris        |                    |
| 2015       | Jason Brown          | Adam Rippon          | Joshua Farris        | Max Aaron            |                    |
| 2016       | Adam Rippon          | Max Aaron            | Nathan Chen          | Grant Hochstein      |                    |
| 2017       | Nathan Chen          | Vincent Zhou         | Jason Brown          | Grant Hochstein      |                    |
| 2018       | Nathan Chen          | Ross Miner           | Vincent Zhou         | Adam Rippon          |                    |
| 2019       | Nathan Chen          | Vincent Zhou         | Jason Brown          | Tomoki Hiwatashi     |                    |
| 2020       | Nathan Chen          | Jason Brown          | Tomoki Hiwatashi     | Vincent Zhou         |                    |
| 2021       | Nathan Chen          | Vincent Zhou         | Jason Brown          | Yaroslav Paniot      |                    |
| 2022       | Nathan Chen          | Ilia Malinin         | Vincent Zhou         | Jason Brown          |                    |
| 2023       | Ilia Malinin         | Jason Brown          | Andrew Torgashev     | Maxim Naumov         |                    |
| 2024       | Ilia Malinin         | Jason Brown          | Camden Pulkinen      | Maxim Naumov         |                    |
| 2025       | Ilia Malinin         | Andrew Torgashev     | Camden Pulkinen      | Maxim Naumov         |                    |

### Dames
| Date       | Or                     | Argent                 | Bronze                 | Étain                 |                    |
| 1914       | Theresa Weld           | Edith Rotch            | Raynham Townshend      |                       |                    |
| 1915- 1917 | Aucune compétition     | Aucune compétition     | Aucune compétition     | Aucune compétition    | Aucune compétition |
| 1918       | Rosemary Beresford     | Theresa Weld           |                        |                       |                    |
| 1919       | Aucune compétition     | Aucune compétition     | Aucune compétition     | Aucune compétition    | Aucune compétition |
| 1920       | Theresa Weld           | Martha Brown           | Lillian Cramer         |                       |                    |
| 1921       | Theresa Weld-Blanchard | Lillian Cramer         |                        |                       |                    |
| 1922       | Theresa Weld-Blanchard | Beatrix Loughran       |                        |                       |                    |
| 1923       | Theresa Weld-Blanchard | Beatrix Loughran       | Lillian Cramer         |                       |                    |
| 1924       | Theresa Weld-Blanchard | Rosalie Knapp          | -                      | -                     |                    |
| 1925       | Beatrix Loughran       | Theresa Weld-Blanchard | Rosalie Knapp          | Lillian Cramer        |                    |
| 1926       | Beatrix Loughran       | Theresa Weld-Blanchard | Maribel Vinson         | Lillian Cramer        |                    |
| 1927       | Beatrix Loughran       | Maribel Vinson         | Theresa Weld-Blanchard | Rosalie Knapp         |                    |
| 1928       | Maribel Vinson         | Suzanne Davis          | -                      | -                     |                    |
| 1929       | Maribel Vinson         | Edith Secord           | Suzanne Davis          | -                     |                    |
| 1930       | Maribel Vinson         | Edith Secord           | Suzanne Davis          | -                     |                    |
| 1931       | Maribel Vinson         | Edith Secord           | Hulda Berger           | Miss Badger           |                    |
| 1932       | Maribel Vinson         | Margaret Bennett       | Louise Weigel          | Edith Secord          |                    |
| 1933       | Maribel Vinson         | Suzanne Davis          | Louise Weigel          | Hulda Berger          |                    |
| 1934       | Suzanne Davis          | Louise Weigel          | Estelle Weigel         | Audrey Peppe          |                    |
| 1935       | Maribel Vinson         | Suzanne Davis          | Louise Weigel          | Estelle Weigel        |                    |
| 1936       | Maribel Vinson         | Louise Weigel          | Audrey Peppe           | Estelle Weigel        |                    |
| 1937       | Maribel Vinson         | Polly Blodgett         | Katherine Durbrow      | -                     |                    |
| 1938       | Joan Tozzer            | Audrey Peppe           | Polly Blodgett         | Jane Vaughn           |                    |
| 1939       | Joan Tozzer            | Audrey Peppe           | Charlotte Walther      | Jane Vaughn           |                    |
| 1940       | Joan Tozzer            | Hedy Stenuf            | Jane Vaughn            | Gretchen Merrill      |                    |
| 1941       | Jane Vaughn            | Gretchen Merrill       | Charlotte Walther      | Ramona Allen          |                    |
| 1942       | Jane Vaughn            | Gretchen Merrill       | Phebe Tucker           | Ramona Allen          |                    |
| 1943       | Gretchen Merrill       | Dorothy Goos           | Janette Ahrens         | Ramona Allen          |                    |
| 1944       | Gretchen Merrill       | Dorothy Goos           | Ramona Allen           | Janette Ahrens        |                    |
| 1945       | Gretchen Merrill       | Janette Ahrens         | Madelon Olson          |                       |                    |
| 1946       | Gretchen Merrill       | Janette Ahrens         | Madelon Olson          |                       |                    |
| 1947       | Gretchen Merrill       | Janette Ahrens         | Eileen Seigh           |                       |                    |
| 1948       | Gretchen Merrill       | Yvonne Sherman         | Helen Uhl              | Carole Gregory        |                    |
| 1949       | Yvonne Sherman         | Gretchen Merrill       | Virginia Baxter        | Andra McLaughlin      |                    |
| 1950       | Yvonne Sherman         | Sonya Klopfer          | Virginia Baxter        | Andra McLaughlin      |                    |
| 1951       | Sonya Klopfer          | Tenley Albright        | Virginia Baxter        |                       |                    |
| 1952       | Tenley Albright        | Frances Dorsey         | Helen Geekie           | Margaret Dean         |                    |
| 1953       | Tenley Albright        | Carol Heiss            | Margaret Graham        | Margaret Dean         |                    |
| 1954       | Tenley Albright        | Carol Heiss            | Frances Dorsey         | Patricia Firth        |                    |
| 1955       | Tenley Albright        | Carol Heiss            | Catherine Machado      | Patricia Firth        |                    |
| 1956       | Tenley Albright        | Carol Heiss            | Catherine Machado      | Claralynn Lewis       |                    |
| 1957       | Carol Heiss            | Joan Schenke           | Claralynn Lewis        | Nancy Heiss           |                    |
| 1958       | Carol Heiss            | Carol Wanek            | Lynn Finnegan          | Nancy Heiss           |                    |
| 1959       | Carol Heiss            | Nancy Heiss            | Barbara Roles          | Lynn Finnegan         |                    |
| 1960       | Carol Heiss            | Barbara Roles          | Laurence Owen          | Stephanie Westerfeld  |                    |
| 1961       | Laurence Owen          | Stephanie Westerfeld   | Rhode Lee Michelson    | Karen Howland         |                    |
| 1962       | Barbara Roles          | Lorraine Hanlon        | Victoria Fisher        | Frances Gold          |                    |
| 1963       | Lorraine Hanlon        | Christine Haigler      | Karen Howland          | Lynn Thomas           |                    |
| 1964       | Peggy Fleming          | Albertina Noyes        | Christine Haigler      | Lorraine Hanlon       |                    |
| 1965       | Peggy Fleming          | Christine Haigler      | Albertina Noyes        | Myrna Bodek           |                    |
| 1966       | Peggy Fleming          | Albertina Noyes        | Pamela Schneider       |                       |                    |
| 1967       | Peggy Fleming          | Albertina Noyes        | Jennie Walsh           | Janet Lynn            |                    |
| 1968       | Peggy Fleming          | Albertina Noyes        | Janet Lynn             | Dawn Glab             |                    |
| 1969       | Janet Lynn             | Julie Lynn Holmes      | Albertina Noyes        | Dawn Glab             |                    |
| 1970       | Janet Lynn             | Julie Lynn Holmes      | Dawn Glab              | Jennie Walsh          |                    |
| 1971       | Janet Lynn             | Julie Lynn Holmes      | Suna Murray            | Dawn Glab             |                    |
| 1972       | Janet Lynn             | Julie Lynn Holmes      | Suna Murray            | Dorothy Hamill        |                    |
| 1973       | Janet Lynn             | Dorothy Hamill         | Juli McKinstry         | Diane Goldstein       |                    |
| 1974       | Dorothy Hamill         | Juli McKinstry         | Kath Malmberg          | Wendy Burge           |                    |
| 1975       | Dorothy Hamill         | Wendy Burge            | Kath Malmberg          | Barbie Smith          |                    |
| 1976       | Dorothy Hamill         | Linda Fratianne        | Wendy Burge            | Kath Malmberg         |                    |
| 1977       | Linda Fratianne        | Barbie Smith           | Wendy Burge            | Priscilla Hill        |                    |
| 1978       | Linda Fratianne        | Lisa-Marie Allen       | Priscilla Hill         | Carrie Rugh           |                    |
| 1979       | Linda Fratianne        | Lisa-Marie Allen       | Carrie Rugh            | Sandy Lenz            |                    |
| 1980       | Linda Fratianne        | Lisa-Marie Allen       | Sandy Lenz             | Elaine Zayak          |                    |
| 1981       | Elaine Zayak           | Priscilla Hill         | Lisa-Marie Allen       | Rosalynn Sumners      |                    |
| 1982       | Rosalynn Sumners       | Vikki de Vries         | Elaine Zayak           | Jackie Farrell        |                    |
| 1983       | Rosalynn Sumners       | Elaine Zayak           | Tiffany Chin           | Vikki de Vries        |                    |
| 1984       | Rosalynn Sumners       | Tiffany Chin           | Elaine Zayak           | Jill Frost            |                    |
| 1985       | Tiffany Chin           | Debi Thomas            | Caryn Kadavy           | Kathryn Adams         |                    |
| 1986       | Debi Thomas            | Caryn Kadavy           | Tiffany Chin           | Tracey Damigella      |                    |
| 1987       | Jill Trenary           | Debi Thomas            | Caryn Kadavy           | Tiffany Chin          |                    |
| 1988       | Debi Thomas            | Jill Trenary           | Caryn Kadavy           | Jeri Campbell         |                    |
| 1989       | Jill Trenary           | Kristi Yamaguchi       | Tonya Harding          | Holly Cook            |                    |
| 1990       | Jill Trenary           | Kristi Yamaguchi       | Holly Cook             | Nancy Kerrigan        |                    |
| 1991       | Tonya Harding          | Kristi Yamaguchi       | Nancy Kerrigan         | Tonia Kwiatkowski     |                    |
| 1992       | Kristi Yamaguchi       | Nancy Kerrigan         | Tonya Harding          | Lisa Ervin            |                    |
| 1993       | Nancy Kerrigan         | Lisa Ervin             | Tonia Kwiatkowski      | Tonya Harding         |                    |
| 1994       | Aucun †                | Michelle Kwan          | Nicole Bobek           | Elaine Zayak          |                    |
| 1995       | Nicole Bobek           | Michelle Kwan          | Tonia Kwiatkowski      | Kyoko Ina             |                    |
| 1996       | Michelle Kwan          | Tonia Kwiatkowski      | Tara Lipinski          | Sydne Vogel           |                    |
| 1997       | Tara Lipinski          | Michelle Kwan          | Nicole Bobek           | Angela Nikodinov      |                    |
| 1998       | Michelle Kwan          | Tara Lipinski          | Nicole Bobek           | Tonia Kwiatkowski     |                    |
| 1999       | Michelle Kwan          | Naomi Nari Nam         | Angela Nikodinov       | Sarah Hughes          |                    |
| 2000       | Michelle Kwan          | Sasha Cohen            | Sarah Hughes           | Angela Nikodinov      |                    |
| 2001       | Michelle Kwan          | Sarah Hughes           | Angela Nikodinov       | Jennifer Kirk         |                    |
| 2002       | Michelle Kwan          | Sasha Cohen            | Sarah Hughes           | Angela Nikodinov      |                    |
| 2003       | Michelle Kwan          | Sarah Hughes           | Sasha Cohen            | Ann Patrice McDonough |                    |
| 2004       | Michelle Kwan          | Sasha Cohen            | Jennifer Kirk          | Amber Corwin          |                    |
| 2005       | Michelle Kwan          | Sasha Cohen            | Kimmie Meissner        | Jennifer Kirk         |                    |
| 2006       | Sasha Cohen            | Kimmie Meissner        | Emily Hughes           | Katy Taylor           |                    |
| 2007       | Kimmie Meissner        | Emily Hughes           | Alissa Czisny          | Beatrisa Liang        |                    |
| 2008       | Mirai Nagasu           | Rachael Flatt          | Ashley Wagner          | Caroline Zhang        |                    |
| 2009       | Alissa Czisny          | Rachael Flatt          | Caroline Zhang         | Ashley Wagner         |                    |
| 2010       | Rachael Flatt          | Mirai Nagasu           | Ashley Wagner          | Sasha Cohen           |                    |
| 2011       | Alissa Czisny          | Rachael Flatt          | Mirai Nagasu           | Agnes Zawadzki        |                    |
| 2012       | Ashley Wagner          | Alissa Czisny          | Agnes Zawadzki         | Caroline Zhang        |                    |
| 2013       | Ashley Wagner          | Gracie Gold            | Agnes Zwadzki          | Courtney Hicks        |                    |
| 2014       | Gracie Gold            | Polina Edmunds         | Mirai Nagasu           | Ashley Wagner         |                    |
| 2015       | Ashley Wagner          | Gracie Gold            | Karen Chen             | Polina Edmunds        |                    |
| 2016       | Gracie Gold            | Polina Edmunds         | Ashley Wagner          | Mirai Nagasu          |                    |
| 2017       | Karen Chen             | Ashley Wagner          | Mariah Bell            | Mirai Nagasu          |                    |
| 2018       | Bradie Tennell         | Mirai Nagasu           | Karen Chen             | Ashley Wagner         |                    |
| 2019       | Alysa Liu              | Bradie Tennell         | Mariah Bell            | Hanna Harrell         |                    |
| 2020       | Alysa Liu              | Mariah Bell            | Bradie Tennell         | Karen Chen            |                    |
| 2021       | Bradie Tennell         | Amber Glenn            | Karen Chen             | Alysa Liu             |                    |
| 2022       | Mariah Bell            | Karen Chen             | Isabeau Levito         | Gabriella Izzo        |                    |
| 2023       | Isabeau Levito         | Bradie Tennell         | Amber Glenn            | Starr Andrews         |                    |
| 2024       | Amber Glenn            | Josephine Lee          | Isabeau Levito         | Sarah Everhardt       |                    |
| 2025       | Amber Glenn            | Alysa Liu              | Sarah Everhardt        | Bradie Tennell        |                    |

† Ce titre, décerné à Tonya Harding, n'est plus reconnu officiellement.

### Couples
| Date       | Or                                         | Argent                                     | Bronze                                     | Étain                                      |                    |
| 1914       | Jeanne Chevalier / Norman Scott            | Theresa Weld / Nathaniel Niles             | Eleanor Crocker / Edward Howland           |                                            |                    |
| 1915- 1917 | Aucune compétition                         | Aucune compétition                         | Aucune compétition                         | Aucune compétition                         | Aucune compétition |
| 1918       | Theresa Weld / Nathaniel Niles             | Clara Frothingham / Sherwin Badger         |                                            |                                            |                    |
| 1919       | Aucune compétition                         | Aucune compétition                         | Aucune compétition                         | Aucune compétition                         | Aucune compétition |
| 1920       | Theresa Weld / Nathaniel Niles             | Edith Rotch / Sherwin Badger               |                                            |                                            |                    |
| 1921       | Theresa Weld-Blanchard / Nathaniel Niles   | Mme Edward Howland / Edward Howland        | Clara Frothingham / Charles Rotch          |                                            |                    |
| 1922       | Theresa Weld-Blanchard / Nathaniel Niles   | Mme Edward Howland / Edward Howland        | Edith Rotch / Francis Munroe               |                                            |                    |
| 1923       | Theresa Weld-Blanchard / Nathaniel Niles   | -                                          | -                                          | -                                          |                    |
| 1924       | Theresa Weld-Blanchard / Nathaniel Niles   | Grace Munstock / Joel Liberman             | -                                          | -                                          |                    |
| 1925       | Theresa Weld-Blanchard / Nathaniel Niles   | Ada Bauman / George Braakman               | Grace Munstock / Joel Liberman             |                                            |                    |
| 1926       | Theresa Weld-Blanchard / Nathaniel Niles   | Sydney Goode / James Greene                | Grace Munstock / Joel Liberman             | -                                          |                    |
| 1927       | Theresa Weld-Blanchard / Nathaniel Niles   | Beatrix Loughran / Raymond Harvey          | Ada Bauman / George Braakman               | Grace Munstock / Joel Liberman             |                    |
| 1928       | Maribel Vinson / Thornton Coolidge         | Theresa Weld-Blanchard / Nathaniel Niles   | Ada Bauman / George Braakman               | -                                          |                    |
| 1929       | Maribel Vinson / Thornton Coolidge         | Theresa Weld-Blanchard / Nathaniel Niles   | Edith Secord / Joseph Savage               | Miss de Pierce / George Braakman           |                    |
| 1930       | Beatrix Loughran / Sherwin Badger          | Maribel Vinson / George Hill               | Edith Secord / Joseph Savage               | Theresa Weld-Blanchard / Nathaniel Niles   |                    |
| 1931       | Beatrix Loughran / Sherwin Badger          | Maribel Vinson / George Hill               | Grace Madden / James Lester Madden         | Theresa Weld-Blanchard / Nathaniel Niles   |                    |
| 1932       | Beatrix Loughran / Sherwin Badger          | Maribel Vinson / George Hill               | Gertrude Meredith / Joseph Savage          | Grace Madden / James Lester Madden         |                    |
| 1933       | Maribel Vinson / George Hill               | Grace Madden / James Lester Madden         | Gertrude Meredith / Joseph Savage          | Nancy Follett / Fred Parmenter             |                    |
| 1934       | Grace Madden / James Lester Madden         | Eva Schwerdt / William Bruns               | -                                          | -                                          |                    |
| 1935       | Maribel Vinson / George Hill               | Grace Madden / James Lester Madden         | Eva Schwerdt / William Bruns               | Polly Blodgett / Roger Turner              |                    |
| 1936       | Maribel Vinson / George Hill               | Polly Blodgett / Roger Turner              | Marjorie Parker / Howard Meredith          | Eva Schwerdt / William Bruns               |                    |
| 1937       | Maribel Vinson / George Hill               | Grace Madden / James Lester Madden         | Joan Tozzer / Bernard Fox                  | Polly Blodgett / Roger Turner              |                    |
| 1938       | Joan Tozzer / Bernard Fox                  | Grace Madden / James Lester Madden         | Ardelle Sanderson / Roland Janson          | Eva Schwerdt Bruns / William Bruns         |                    |
| 1939       | Joan Tozzer / Bernard Fox                  | Annah M. Hall / William Hall               | Eva Schwerdt Bruns / William Bruns         | -                                          |                    |
| 1940       | Joan Tozzer / Bernard Fox                  | Hedy Stenuf / Skippy Baxter                | Eva Schwerdt Bruns / William Bruns         | Nancy Follett / Roger Turner               |                    |
| 1941       | Donna Atwood / Eugene Turner               | Patricia Vaeth / Jack Might                | Joan Mitchell / Bobby Specht               | Eva Schwerdt Bruns / William Bruns         |                    |
| 1942       | Doris Schubach / Walter Noffke             | Janette Ahrens / Robert Uppgren            | Margaret Field / Jack Might                | -                                          |                    |
| 1943       | Doris Schubach / Walter Noffke             | Janette Ahrens / Robert Uppgren            | Dorothy Goos / Edward LeMaire              | -                                          |                    |
| 1944       | Doris Schubach / Walter Noffke             | Janette Ahrens / Arthur Preusch            | Marcella May / James Lochead               | -                                          |                    |
| 1945       | Donna J. Pospisil / Jean Pierre Brunet     | Ann McGean / Michael McGean                | Marcella May Willis / James Lochead        |                                            |                    |
| 1946       | Donna J. Pospisil / Jean Pierre Brunet     | Karol Kennedy / Peter Kennedy              | Patty Sonnekson / Charles Brinkman         |                                            |                    |
| 1947       | Yvonne Sherman / Robert Swenning           | Karol Kennedy / Peter Kennedy              | Carolyn Welch / Charles Brinkman           |                                            |                    |
| 1948       | Karol Kennedy / Peter Kennedy              | Yvonne Sherman / Robert Swenning           | Harriet Sutton / Lyman Wakefield           |                                            |                    |
| 1949       | Karol Kennedy / Peter Kennedy              | Irene Maguire / Walter Muehlbronner        | Anne Davies / Carleton Hoffner             | Patsy Hamm / Jack Boyle                    |                    |
| 1950       | Karol Kennedy / Peter Kennedy              | Irene Maguire / Walter Muehlbronner        | Anne Davies / Carleton Hoffner             | Patsy Hamm / Jack Boyle                    |                    |
| 1951       | Karol Kennedy / Peter Kennedy              | Janet Gerhauser / John Nightingale         | Anne Holt / Austin Holt                    |                                            |                    |
| 1952       | Karol Kennedy / Peter Kennedy              | Janet Gerhauser / John Nightingale         |                                            |                                            |                    |
| 1953       | Carole Ormaca / Robin Greiner              | Margaret A. Graham / Hugh C. Graham        | Kay Servatius / Sully Kothman              |                                            |                    |
| 1954       | Carole Ormaca / Robin Greiner              | Margaret A. Graham / Hugh C. Graham        | Lucille Ash / Sully Kothman                |                                            |                    |
| 1955       | Carole Ormaca / Robin Greiner              | Lucille Ash / Sully Kothman                | Agnes Tyson / Robert Swenning              |                                            |                    |
| 1956       | Carole Ormaca / Robin Greiner              | Lucille Ash / Sully Kothman                | Maribel Owen / Charles Foster              | Carol Lux / James Barlow                   |                    |
| 1957       | Nancy Ludington / Ronald Ludington         | Mary J. Watson / John Jarmon               | Anita Tefkin / James Barlow                |                                            |                    |
| 1958       | Nancy Ludington / Ronald Ludington         | Sheila Wells / Robin Greiner               | Maribel Owen / Dudley Richards             | Ila Ray Hadley / Ray Hadley, Jr.           |                    |
| 1959       | Nancy Ludington / Ronald Ludington         | Gayle Freed / Karl Freed                   | Maribel Owen / Dudley Richards             | Ila Ray Hadley / Ray Hadley, Jr.           |                    |
| 1960       | Nancy Ludington / Ronald Ludington         | Maribel Owen / Dudley Richards             | Ila Ray Hadley / Ray Hadley, Jr.           | Gayle Freed / Karl Freed                   |                    |
| 1961       | Maribel Owen/ Dudley Richards              | Ila Ray Hadley / Ray Hadley, Jr.           | Laurie Hickox / William Hickox             | Janet Browning / Jim Browning              |                    |
| 1962       | Dorothyann Nelson / Pieter Kollen          | Judianne Fotheringill / Jerry Fotheringill | Vivian Joseph / Ronald Joseph              | Janet Browning / Jim Browning              |                    |
| 1963       | Judianne Fotheringill / Jerry Fotheringill | Vivian Joseph / Ronald Joseph              | Patti Gustafson / Pieter Kollen            | -                                          |                    |
| 1964       | Judianne Fotheringill / Jerry Fotheringill | Vivian Joseph / Ronald Joseph              | Cynthia Kauffman / Ronald Kauffman         |                                            |                    |
| 1965       | Vivian Joseph / Ronald Joseph              | Cynthia Kauffman / Ronald Kauffman         | Joanne Heckart / Gary Clark                | Barbara Yaggi / Gene Floyd                 |                    |
| 1966       | Cynthia Kauffman / Ronald Kauffman         | Susan Berens / Roy Wagelein                | Page Paulsen / Larry Duisch                |                                            |                    |
| 1967       | Cynthia Kauffman / Ronald Kauffman         | Susan Berens / Roy Wagelein                | Betty Lewis / Richard Gilbert              |                                            |                    |
| 1968       | Cynthia Kauffman / Ronald Kauffman         | Sandi Sweitzer / Roy Wagelein              | JoJo Starbuck / Kenneth Shelley            | Betty Lewis / Richard Gilbert              |                    |
| 1969       | Cynthia Kauffman / Ronald Kauffman         | JoJo Starbuck / Kenneth Shelley            | Melissa Militano / Mark Miltano            | Sheri Thrapp / Larry Duisch                |                    |
| 1970       | JoJo Starbuck / Kenneth Shelley            | Melissa Militano / Mark Miltano            | Sheri Thrapp / Larry Duisch                | Kathy Normile / Gregory Taylor             |                    |
| 1971       | JoJo Starbuck / Kenneth Shelley            | Melissa Militano / Mark Miltano            | Barbara Brown / Doug Berndt                | Sheri Thrapp / Larry Duisch                |                    |
| 1972       | JoJo Starbuck / Kenneth Shelley            | Melissa Militano / Mark Miltano            | Barbara Brown / Doug Berndt                | Cozette Cady / Jack Courtney               |                    |
| 1973       | Melissa Militano / Mark Miltano            | Gale Fuhrman / Joel Fuhrman                | Emily Benenson / Johnny Johns              | Debbie Hughes / Philip Grout               |                    |
| 1974       | Melissa Militano / Johnny Johns            | Tai Reina Babilonia / Randy Gardner        | Erica Susman / Thomas Huff                 | Cynthia Van Valkenburg / Phil Grout        |                    |
| 1975       | Melissa Militano / Johnny Johns            | Tai Reina Babilonia / Randy Gardner        | Emily Benenson / Jack Courtney             | Erica Susman / Thomas Huff                 |                    |
| 1976       | Tai Reina Babilonia / Randy Gardner        | Alice Cook / William Fauver                | Emily Benenson / Jack Courtney             | Gale Fuhrman / Joel Fuhrman                |                    |
| 1977       | Tai Reina Babilonia / Randy Gardner        | Gail Hamula / Frank Sweiding               | Sheryl Franks / Michael Boticelli          | Lorene Mitchell / Donald Mitchell          |                    |
| 1978       | Tai Reina Babilonia / Randy Gardner        | Gail Hamula / Frank Sweiding               | Sheryl Franks / Michael Boticelli          | Vicki Heasley / Robert Wagenhoffer         |                    |
| 1979       | Tai Reina Babilonia / Randy Gardner        | Vicki Heasley / Robert Wagenhoffer         | Sheryl Franks / Michael Boticelli          | Tracey Prussack / Scott Prussack           |                    |
| 1980       | Tai Reina Babilonia / Randy Gardner        | Kitty Carruthers / Peter Carruthers        | Sheryl Franks / Michael Boticelli          | Vicki Heasley / Robert Wagenhoffer         |                    |
| 1981       | Kitty Carruthers / Peter Carruthers        | Lee Ann Miller / William Fauver            | Beth Flora / Ken Flora                     | Maria DiDomenico / Burt Lancon             |                    |
| 1982       | Kitty Carruthers / Peter Carruthers        | Maria DiDomenico / Burt Lancon             | Lee Ann Miller / William Fauver            | Vicki Heasley / Peter Oppegard             |                    |
| 1983       | Kitty Carruthers / Peter Carruthers        | Lee Ann Miller / William Fauver            | Jill Watson / Burt Lancon                  | Gillian Wachsman / Robert Daw              |                    |
| 1984       | Kitty Carruthers / Peter Carruthers        | Lee Ann Miller / William Fauver            | Jill Watson / Burt Lancon                  | Gillian Wachsman / Robert Daw              |                    |
| 1985       | Jill Watson / Peter Oppegard               | Natalie Seybold / Wayne Seybold            | Gillian Wachsman / Todd Waggoner           | Susan Dungjen / Jason Dungjen              |                    |
| 1986       | Gillian Wachsman / Todd Waggoner           | Jill Watson / Peter Oppegard               | Natalie Seybold / Wayne Seybold            | Katy Keeley / Joseph Mero                  |                    |
| 1987       | Jill Watson / Peter Oppegard               | Gillian Wachsman / Todd Waggoner           | Katy Keeley / Joseph Mero                  | Natalie Seybold / Wayne Seybold            |                    |
| 1988       | Jill Watson / Peter Oppegard               | Gillian Wachsman / Todd Waggoner           | Natalie Seybold / Wayne Seybold            | Katy Keeley / Joseph Mero                  |                    |
| 1989       | Kristi Yamaguchi / Rudy Galindo            | Natalie Seybold / Wayne Seybold            | Katy Keeley / Joseph Mero                  | Sharon Carz / Doug Williams                |                    |
| 1990       | Kristi Yamaguchi / Rudy Galindo            | Natasha Kuchiki / Todd Sand                | Sharon Carz / Doug Williams                | Calla Urbanski / Mark Naylor               |                    |
| 1991       | Natasha Kuchiki / Todd Sand                | Calla Urbanski / Rocky Marval              | Jenni Meno / Scott Wendland                | Sharon Carz / Doug Williams                |                    |
| 1992       | Calla Urbanski / Rocky Marval              | Jenni Meno / Scott Wendland                | Natasha Kuchiki / Todd Sand                | Karen Courtland / Todd Reynolds            |                    |
| 1993       | Calla Urbanski / Rocky Marval              | Jenni Meno / Todd Sand                     | Karen Courtland / Todd Reynolds            | Katie Wood / Joel McKeever                 |                    |
| 1994       | Jenni Meno / Todd Sand                     | Kyoko Ina / Jason Dungjen                  | Karen Courtland / Todd Reynolds            | Natasha Kuchiki / Rocky Marval             |                    |
| 1995       | Jenni Meno / Todd Sand                     | Kyoko Ina / Jason Dungjen                  | Stephanie Stiegler / Lance Travis          | Shelby Lyons / Brian Wells                 |                    |
| 1996       | Jenni Meno / Todd Sand                     | Kyoko Ina / Jason Dungjen                  | Shelby Lyons / Brian Wells                 | Stephanie Stiegler / John Zimmerman        |                    |
| 1997       | Kyoko Ina / Jason Dungjen                  | Jenni Meno / Todd Sand                     | Stephanie Stiegler / John Zimmerman        | Shelby Lyons / Brian Wells                 |                    |
| 1998       | Kyoko Ina / Jason Dungjen                  | Shelby Lyons / Brian Wells                 | Danielle Hartsell / Steve Hartsell         | Tiffany Stiegler / Johnnie Stiegler        |                    |
| 1999       | Danielle Hartsell / Steve Hartsell         | Kyoko Ina / John Zimmerman                 | Laura Lynn Handy / J. Paul Binnebose       | Tiffany Stiegler / Johnnie Stiegler        |                    |
| 2000       | Kyoko Ina / John Zimmerman                 | Tiffany Scott / Philip Dulebohn            | Larisa Spielberg / Craig Joeright          | Amanda Magarian / Jered Guzman             |                    |
| 2001       | Kyoko Ina / John Zimmerman                 | Tiffany Scott / Philip Dulebohn            | Danielle Hartsell / Steve Hartsell         | Stephanie Kalesavich / Aaron Parchem       |                    |
| 2002       | Kyoko Ina / John Zimmerman                 | Tiffany Scott / Philip Dulebohn            | Stephanie Kalesavich / Aaron Parchem       | Rena Inoue / John Baldwin                  |                    |
| 2003       | Tiffany Scott / Philip Dulebohn            | Katie Orscher / Garrett Lucash             | Rena Inoue / John Baldwin                  | Larisa Spielberg / Craig Joeright          |                    |
| 2004       | Rena Inoue / John Baldwin                  | Katie Orscher / Garrett Lucash             | Tiffany Scott / Philip Dulebohn            | Jennifer Don / Jonathon Hunt               |                    |
| 2005       | Katie Orscher / Garrett Lucash             | Rena Inoue / John Baldwin                  | Marcy Hinzmann / Aaron Parchem             | Tiffany Scott / Philip Dulebohn            |                    |
| 2006       | Rena Inoue / John Baldwin                  | Marcy Hinzmann / Aaron Parchem             | Katie Orscher / Garrett Lucash             | Tiffany Scott / Rusty Fein                 |                    |
| 2007       | Brooke Castile / Benjamin Okolski          | Rena Inoue / John Baldwin                  | Naomi Nari Nam / Themistocles Leftheris    | Amanda Evora / Mark Ladwig                 |                    |
| 2008       | Keauna McLaughlin / Rockne Brubaker        | Rena Inoue / John Baldwin                  | Brooke Castile / Benjamin Okolski          | Tiffany Vise / Derek Trent                 |                    |
| 2009       | Keauna McLaughlin / Rockne Brubaker        | Caydee Denney / Jeremy Barrett             | Rena Inoue / John Baldwin                  | Amanda Evora / Mark Ladwig                 |                    |
| 2010       | Caydee Denney / Jeremy Barrett             | Amanda Evora / Mark Ladwig                 | Rena Inoue / John Baldwin                  | Brooke Castile / Benjamin Okolski          |                    |
| 2011       | Caitlin Yankowskas / John Coughlin         | Amanda Evora / Mark Ladwig                 | Caydee Denney / Jeremy Barrett             | Mary Beth Marley / Rockne Brubaker         |                    |
| 2012       | Caydee Denney / John Coughlin              | Mary Beth Marley / Rockne Brubaker         | Amanda Evora / Mark Ladwig                 | Gretchen Donlan / Andrew Speroff           |                    |
| 2013       | Marissa Castelli / Simon Shnapir           | Alexa Scimeca / Chris Knierim              | Felicia Zhang / Nathan Bartholomay         | Lindsey Davis / Mark Ladwig                |                    |
| 2014       | Marissa Castelli / Simon Shnapir           | Felicia Zhang / Nathan Bartholomay         | Caydee Denney / John Coughlin              | Alexa Scimeca / Chris Knierim              |                    |
| 2015       | Alexa Scimeca / Chris Knierim              | Haven Denney / Brandon Frazier             | Tarah Kayne / Daniel O'Shea                | Madeline Aaron / Max Settlage              |                    |
| 2016       | Tarah Kayne / Daniel O'Shea                | Alexa Scimeca / Chris Knierim              | Marissa Castelli / Mervin Tran             | Madeline Aaron / Max Settlage              |                    |
| 2017       | Haven Denney / Brandon Frazier             | Marissa Castelli / Mervin Tran             | Ashley Cain / Timothy LeDuc                | Deanna Stellato-Dudek / Nathan Bartholomay |                    |
| 2018       | Alexa Scimeca Knierim / Chris Knierim      | Tarah Kayne / Daniel O'Shea                | Deanna Stellato-Dudek / Nathan Bartholomay | Ashley Cain / Timothy LeDuc                |                    |
| 2019       | Ashley Cain / Timothy LeDuc                | Haven Denney / Brandon Frazier             | Deanna Stellato-Dudek / Nathan Bartholomay | Tarah Kayne / Daniel O'Shea                |                    |
| 2020       | Alexa Scimeca Knierim / Chris Knierim      | Jessica Calalang / Brian Johnson           | Tarah Kayne / Daniel O'Shea                | Ashley Cain / Timothy LeDuc                |                    |
| 2021       | Alexa Scimeca Knierim / Brandon Frazier    | Jessica Calalang / Brian Johnson           | Ashley Cain / Timothy LeDuc                | Audrey Lu / Misha Mitrofanov               |                    |
| 2022       | Ashley Cain / Timothy LeDuc                | Jessica Calalang / Brian Johnson           | Audrey Lu / Misha Mitrofanov               | Emily Chan / Spencer Howe                  |                    |
| 2023       | Alexa Scimeca Knierim / Brandon Frazier    | Emily Chan / Spencer Howe                  | Ellie Kam / Daniel O'Shea                  | Sonia Baram / Daniel Tioumentsev           |                    |
| 2024       | Ellie Kam / Daniel O'Shea                  | Alisa Efimova / Misha Mitrofanov           | Valentina Plazas / Maximiliano Fernandez   | Chelsea Liu / Balázs Nagy                  |                    |
| 2025       | Alisa Efimova / Misha Mitrofanov           | Katie McBeath / Daniil Parkman             | Ellie Kam / Daniel O'Shea                  | Emily Chan / Spencer Howe                  |                    |

### Danse sur glace
| Date | Or                                     | Argent                                                    | Bronze                                   | Étain                                        |
| 1936 | Marjorie Parker / Joseph Savage        | Nettie Prantell / Harold Hartshorne                       | Clara Frothingham / Ashton Parmeter      |                                              |
| 1937 | Nettie Prantell / Harold Hartshorne    | Marjorie Parker / Joseph Savage                           | Ardelle Kloss / Roland Jansea            |                                              |
| 1938 | Nettie Prantell / Harold Hartshorne    | Katherine Durbrow / Joseph Savage                         | Louise W. Atwell / Otto Dallmayr         | Marjorie Parker / George Boltres             |
| 1939 | Sandy MacDonald / Harold Hartshorne    | Nettie Prantell / Joseph Savage                           | Marjorie Parker / George Boltres         |                                              |
| 1940 | Sandy MacDonald / Harold Hartshorne    | Nettie Prantell / George Boltres                          | Vernafay Thysell / Paul Harrington       |                                              |
| 1941 | Sandy MacDonald / Harold Hartshorne    | Elizabeth Kennedy / Eugene Turner                         | Edith Whetstone / A.L. Richards          |                                              |
| 1942 | Edith Whetstone / A.L. Richards        | Sandy MacDonald / Harold Hartshorne                       | Ramona Allen / Herman Torrano            |                                              |
| 1943 | Marcella May / James Lochead           | Marjorie Parker Smith / Joseph Savage                     | Nettie Prantell / Harold Hartshorne      |                                              |
| 1944 | Marcella May / James Lochead           | Kathe Mehl / Harold Hartshorne                            | Mary Anderson / Jack Anderson            |                                              |
| 1945 | Kathe Mehl Williams / Robert Swenning  | Marcella May Willis / James Lochead                       | Anne Davies / Carleton Hoffner           |                                              |
| 1946 | Anne Davies / Carleton Hoffner         | Lois Waring / Walter Bainbridge                           | Carmel Waterbury / Edward Bodel          |                                              |
| 1947 | Lois Waring / Walter Bainbridge        | Anne Davies / Carleton Hoffner                            | Marcella Willis / Frank Davenport        |                                              |
| 1948 | Lois Waring / Walter Bainbridge        | Anne Davies / Carleton Hoffner                            | Irene Maguire / Frank Davenport          |                                              |
| 1949 | Lois Waring / Walter Bainbridge        | Irene Maguire / Walter Muehlbronner                       | Carmel Bodel / Edward Bodel              |                                              |
| 1950 | Lois Waring / Michael McGean           | Irene Maguire / Walter Muehlbronner                       | Anne Davies / Carleton Hoffner           |                                              |
| 1951 | Carmel Bodel / Edward Bodel            | Virginia Hoyns / Donald Jacoby                            | Carol Ann Peters / Daniel Ryan           |                                              |
| 1952 | Lois Waring / Michael McGean           | Carol Ann Peters / Daniel Ryan                            | Carmel Bodel / Edward Bodel              |                                              |
| 1953 | Carol Ann Peters / Daniel Ryan         | Virginia Hoyns / Donald Jacoby                            | Carmel Bodel / Edward Bodel              |                                              |
| 1954 | Carmel Bodel / Edward Bodel            | Phyllis Forney / Martin Forney                            | Patsy Reidel / Roland Junso              |                                              |
| 1955 | Carmel Bodel / Edward Bodel            | Joan Zamboni / Roland Junso                               | Phyllis Forney / Martin Forney           |                                              |
| 1956 | Joan Zamboni / Roland Junso            | Carmel Bodel / Edward Bodel                               | Sidney Arnold / Franklin Nelson          |                                              |
| 1957 | Sharon McKenzie / Bert Wright          | Andree Anderson / Donald Jacoby                           | Joan Zamboni / Roland Junso              |                                              |
| 1958 | Andree Anderson / Donald Jacoby        | Claire O'Neil / John Bejshak, Jr.                         | Susan Sebo / Tim Brown                   |                                              |
| 1959 | Andree Anderson Jacoby / Donald Jacoby | Margie Ackles / Charles Phillips                          | Judy Ann Lamar / Ronald Ludington        |                                              |
| 1960 | Margie Ackles / Charles Phillips       | Marilyn Meeker / Larry Pierce                             | Yvonne Littlefield / Roger Campbell      |                                              |
| 1961 | Diane Sherbloom / Larry Pierce         | Dona Lee Carrier / Roger Campbell                         | Patricia Dineen / Robert Dineen          | Jan Jacobsen / Marshall Campbell             |
| 1962 | Yvonne Littlefield / Peter Betts       | Dorothyann Nelson / Pieter Kollen                         | Lorna Dyer / King Cole                   | Rosemary McEvoy / Ralph Owen                 |
| 1963 | Sally Schantz / Stanley Urban          | Yvonne Littlefield / Peter Betts                          | Lorna Dyer / John Carrell                |                                              |
| 1964 | Darleen Streich / Charles Fetter       | Carole MacSween / Robert Munz                             | Lorna Dyer / John Carrell                |                                              |
| 1965 | Kristin Fortune / Dennis Sveum         | Lorna Dyer / John Carrell                                 | Susan Urban / Stanley Urban              |                                              |
| 1966 | Kristin Fortune / Dennis Sveum         | Lorna Dyer / John Carrell                                 | Susan Urban / Stanley Urban              |                                              |
| 1967 | Lorna Dyer / John Carrell              | Alma Davenport / Roger Berry                              | Judy Schwomeyer / James Sladky           | Dolly Rodenbaugh / Tom Lescinski             |
| 1968 | Judy Schwomeyer / James Sladky         | Vicki Camper / Eugene Heffron                             | Debbie Gerken / Raymond Tiedemann        |                                              |
| 1969 | Judy Schwomeyer / James Sladky         | Joan Bitterman / Brad Hislop                              | Debbie Gerken / Raymond Tiedemann        |                                              |
| 1970 | Judy Schwomeyer / James Sladky         | Anne Millier / Harvey Millier                             | Debbie Ganson / Brad Hislop              |                                              |
| 1971 | Judy Schwomeyer / James Sladky         | Anne Millier / Harvey Millier                             | Mary Campbell / Johnny Johns             |                                              |
| 1972 | Judy Schwomeyer / James Sladky         | Anne Millier / Harvey Millier                             | Mary Campbell / Johnny Johns             | Debbie Ganson / Brad Hislop                  |
| 1973 | Mary Campbell / Johnny Johns           | Anne Millier / Harvey Millier                             | Jane Pankey / Richard Horne              |                                              |
| 1974 | Colleen O'Connor / Jim Millns          | Anne Millier / Harvey Millier                             | Michelle Ford / Glenn Patterson          |                                              |
| 1975 | Colleen O'Connor / Jim Millns          | Judi Genovese / Kent Weigle                               | Michelle Ford / Glenn Patterson          | Anne Millier / Harvey Millier                |
| 1976 | Colleen O'Connor / Jim Millns          | Judi Genovese / Kent Weigle                               | Susan Kelley / Andrew Stroukoff          |                                              |
| 1977 | Judi Genovese / Kent Weigle            | Susan Kelley / Andrew Stroukoff                           | Michelle Ford / Glenn Patterson          | Stacey Smith / John Summers                  |
| 1978 | Stacey Smith / John Summers            | Carol Fox / Richard Dalley                                | Susan Kelley / Andrew Stroukoff          | Kim Krohn / Barry Hagan                      |
| 1979 | Stacey Smith / John Summers            | Carol Fox / Richard Dalley                                | Judy Blumberg / Michael Seibert          |                                              |
| 1980 | Stacey Smith / John Summers            | Judy Blumberg / Michael Seibert                           | Carol Fox / Richard Dalley               | Kim Krohn / Barry Hagan                      |
| 1981 | Judy Blumberg / Michael Seibert        | Carol Fox / Richard Dalley                                | Kim Krohn / Barry Hagan                  |                                              |
| 1982 | Judy Blumberg / Michael Seibert        | Carol Fox / Richard Dalley                                | Elisa Spitz / Scott Gregory              | Kim Krohn / Barry Hagan                      |
| 1983 | Judy Blumberg / Michael Seibert        | Elisa Spitz / Scott Gregory                               | Carol Fox / Richard Dalley               |                                              |
| 1984 | Judy Blumberg / Michael Seibert        | Carol Fox / Richard Dalley                                | Elisa Spitz / Scott Gregory              |                                              |
| 1985 | Judy Blumberg / Michael Seibert        | Renee Roca / Donald Adair                                 | Suzanne Semanick / Scott Gregory         | Lois Luciani / Russ Witherby                 |
| 1986 | Renee Roca / Donald Adair              | Suzanne Semanick / Scott Gregory                          | Lois Luciani / Russ Witherby             | Susan Wynne / Joseph Druar                   |
| 1987 | Suzanne Semanick / Scott Gregory       | Renee Roca / Donald Adair                                 | Susan Wynne / Joseph Druar               | April Sargent / Russ Witherby                |
| 1988 | Suzanne Semanick / Scott Gregory       | Susan Wynne / Joseph Druar                                | April Sargent / Russ Witherby            | Renee Roca / James Yorke                     |
| 1989 | Susan Wynne / Joseph Druar             | April Sargen] / Russ Witherby                             | Suzanne Semanick / Ron Kravette          | Jeanne Miley / Michael Verlich               |
| 1990 | Susan Wynne / Joseph Druar             | April Sargent / Russ Witherby                             | Suzanne Semanick / Ron Kravette          | Jeanne Miley / Michael Verlich               |
| 1991 | Elizabeth Punsalan / Jerod Swallow     | April Sargent / Russ Witherby                             | Jeanne Miley / Michael Verlich           |                                              |
| 1992 | April Sargent Thomas / Russ Witherby   | Rachel Mayer] / Peter Breen                               | Elizabeth Punsalan / Jerod Swallow       |                                              |
| 1993 | Renee Roca / Gorsha Sur                | Susan Wynne / Russ Witherby                               | Elizabeth Punsalan / Jerod Swallow       | Amy Webster / Ron Kravette                   |
| 1994 | Elizabeth Punsalan / Jerod Swallow     | Susan Wynne / Russ Witherby                               | Amy Webster / Ron Kravette               | Wendy Millette / Jason Tebo                  |
| 1995 | Renee Roca / Gorsha Sur                | Elizabeth Punsalan / Jerod Swallow                        | Amy Webster / Ron Kravette               | Kate Robinson / Peter Breen                  |
| 1996 | Elizabeth Punsalan / Jerod Swallow     | Renee Roca / Gorsha Sur                                   | Eve Chalom / Mathew Gates                | Kate Robinson / Peter Breen                  |
| 1997 | Elizabeth Punsalan / Jerod Swallow     | Eve Chalom / Mathew Gates                                 | Kate Robinson / Peter Breen              | Amy Webster / Ron Kravette                   |
| 1998 | Elizabeth Punsalan / Jerod Swallow     | Jessica Joseph / Charles Butler                           | Naomi Lang / Peter Tchernyshev           | Eve Chalom / Mathew Gates                    |
| 1999 | Naomi Lang / Peter Tchernyshev         | Eve Chalom / Mathew Gates                                 | Deborah Koegel / Oleg Fediukov           | Beata Handra / Charles Sinek                 |
| 2000 | Naomi Lang / Peter Tchernyshev         | Jamie Silverstein / Justin Pekarek                        | Deborah Koegel / Oleg Fediukov           | Beata Handra / Charles Sinek                 |
| 2001 | Naomi Lang / Peter Tchernyshev         | Tanith Belbin / Benjamin Agosto                           | Jessica Joseph / Brandon Forsyth         | Beata Handra / Charles Sinek                 |
| 2002 | Naomi Lang / Peter Tchernyshev         | Tanith Belbin / Benjamin Agosto                           | Melissa Gregory / Denis Petukhov         | Beata Handra / Charles Sinek                 |
| 2003 | Naomi Lang / Peter Tchernyshev         | Tanith Belbin / Benjamin Agosto                           | Melissa Gregory / Denis Petukhov         | Loren Galler-Rabinowitz / David Mitchell     |
| 2004 | Tanith Belbin / Benjamin Agosto        | Melissa Gregory / Denis Petukhov                          | Loren Galler-Rabinowitz / David Mitchell | Kendra Goodwin / Brent Bommentre             |
| 2005 | Tanith Belbin / Benjamin Agosto        | Melissa Gregory / Denis Petukhov                          | Lydia Manon / Ryan O'Meara               | Tiffany Stiegler / Sergey Magerovskiy        |
| 2006 | Tanith Belbin / Benjamin Agosto        | Melissa Gregory / Denis Petukhov                          | Jamie Silverstein / Ryan O'Meara         | Morgan Matthews / Maxim Zavozin              |
| 2007 | Tanith Belbin / Benjamin Agosto        | Melissa Gregory / Denis Petukhov                          | Meryl Davis / Charlie White              | Kimberly Navarro / Brent Bommentre           |
| 2008 | Tanith Belbin / Benjamin Agosto        | Meryl Davis / Charlie White                               | Kimberly Navarro / Brent Bommentre       | Emily Samuelson / Evan Bates                 |
| 2009 | Meryl Davis / Charlie White            | Emily Samuelson / Evan Bates                              | Kimberly Navarro / Brent Bommentre       | Madison Hubbell / Keiffer Hubbell            |
| 2010 | Meryl Davis / Charlie White            | Tanith Belbin / Benjamin Agosto                           | Emily Samuelson / Evan Bates             | Kimberly Navarro / Brent Bommentre           |
| 2011 | Meryl Davis / Charlie White            | Maia Shibutani / Alex Shibutani                           | Madison Chock / Greg Zuerlein            | Madison Hubbell / Keiffer Hubbell            |
| 2012 | Meryl Davis / Charlie White            | Maia Shibutani / Alex Shibutani                           | Madison Hubbell / Zachary Donohue        | Lynn Kriengkrairut / Logan Giulietti-Schmitt |
| 2013 | Meryl Davis / Charlie White            | Madison Chock / Evan Bates                                | Maia Shibutani / Alex Shibutani          | Madison Hubbell / Zachary Donohue            |
| 2014 | Meryl Davis / Charlie White            | Madison Chock / Evan Bates                                | Maia Shibutani / Alex Shibutani          | Madison Hubbell / Zachary Donohue            |
| 2015 | Madison Chock / Evan Bates             | Maia Shibutani / Alex Shibutani                           | Madison Hubbell / Zachary Donohue        | Kaitlin Hawayek / Jean-Luc Baker             |
| 2016 | Maia Shibutani / Alex Shibutani        | Madison Chock / Evan Bates                                | Madison Hubbell / Zachary Donohue        | Anastasia Cannuscio / Colin McManus          |
| 2017 | Maia Shibutani / Alex Shibutani        | Madison Chock / Evan Bates                                | Madison Hubbell / Zachary Donohue        | Elliana Pogrebinsky / Alex Benoit            |
| 2018 | Madison Hubbell / Zachary Donohue      | Maia Shibutani / Alex Shibutani                           | Madison Chock / Evan Bates               | Kaitlin Hawayek / Jean-Luc Baker             |
| 2019 | Madison Hubbell / Zachary Donohue      | Madison Chock / Evan Bates                                | Kaitlin Hawayek / Jean-Luc Baker         | Lorraine McNamara / Quinn Carpenter          |
| 2020 | Madison Chock / Evan Bates             | Madison Hubbell / Zachary Donohue                         | Kaitlin Hawayek / Jean-Luc Baker         | Christina Carreira / Anthony Ponomarenko     |
| 2021 | Madison Hubbell / Zachary Donohue      | Madison Chock / Evan Bates                                | Kaitlin Hawayek / Jean-Luc Baker         | Caroline Green / Michael Parsons             |
| 2022 | Madison Chock / Evan Bates             | Madison Hubbell / Zachary Donohue                         | Kaitlin Hawayek / Jean-Luc Baker         | Caroline Green / Michael Parsons             |
| 2023 | Madison Chock / Evan Bates             | Caroline Green / Michael Parsons                          | Christina Carreira / Anthony Ponomarenko | Emilea Zingas / Vadym Kolesnik               |
| 2024 | Madison Chock / Evan Bates             | Caroline Green / Christina Carreira / Anthony Ponomarenko | Emily Bratti / Ian Somerville            | Caroline Green / Michael Parsons             |
| 2025 | Madison Chock / Evan Bates             | Caroline Green / Christina Carreira / Anthony Ponomarenko | Caroline Green / Michael Parsons         | Emilea Zingas / Vadym Kolesnik               |